# Педросільйо-де-Альба
Педросільйо-де-Альба (ісп. Pedrosillo de Alba) — муніципалітет в Іспанії, у складі автономної спільноти Кастилія-і-Леон, у провінції Саламанка. Населення — 169 осіб (2010).
Муніципалітет розташований на відстані близько 150 км на захід від Мадрида, 29 км на південний схід від Саламанки.
На території муніципалітету розташовані такі населені пункти: (дані про населення за 2010 рік)
- Педросільйо-де-Альба: 147 осіб
- Турра-де-Альба: 22 особи

## Демографія
Динаміка населення (INE ):

## Зовнішні посилання
- Посилання на Google Maps